# Agrotis rufina
Agrotis rufina là một loài bướm đêm trong họ Noctuidae.